# Schoolwide Enrichment Model
Das Schoolwide Enrichment Model (SEM) ist ein pädagogisches Konzept, das von Joseph Renzulli entwickelt wurde. Es zielt darauf ab, Bildungseinrichtungen dazu zu befähigen, die individuellen Bedürfnisse und Talente aller Schülerinnen und Schüler zu fördern und ihre Fähigkeiten sowie Interessen zu entwickeln.

## Grundgedanke
SEM basiert auf der Überzeugung, dass Begabung in jedem Kind vorhanden ist. Es betont die Universalität der Begabung und strebt danach, alle Schülerinnen und Schüler in ihrer Vielfalt zu erkennen und zu fördern. SEM umfasst das Konzept der „Drehtür“ (Revolving Door), das verschiedene Typen der Anreicherung beinhaltet. Dies bezieht sich auf allgemeine Anreicherung (Typ I) innerhalb des regulären Unterrichts, Gruppenanreicherung (Typ II) für begabte Schülergruppen und individuelle Anreicherung (Typ III) für selbstgesteuerte Explorationen. Das Modell fordert differenzierte Unterrichtsangebote, die auf die individuellen Bedürfnisse und Stärken der Schülerinnen und Schüler abgestimmt sind. Die Metapher der „Drehtür“ steht dabei für ein Heraustreten der Schüler aus der Unterrichtssituation. Statt dem linearen Unterricht zu folgen, wählen die Schülerinnen ein eigenes Thema und bearbeiten es eigenständig. Dies kann im Klassenzimmer erfolgen, die Drehtür kann aber auch räumlich verstanden werden, so dass sich Schülerinnen einen selbstgewählten Lernort nutzen, um ihr Projekt oder ihre Lerneinheit zu bearbeiten. Dadurch soll eine herausfordernde Lernumgebung geschaffen werden, die alle Schülerinnen und Schüler aktiv unterstützt. SEM legt damit großen Wert darauf, die individuellen Interessen und Talente der Schülerinnen und Schüler zu erkennen und zu fördern. Durch gezielte Anreicherung (Enrichment) soll ihre intrinsische Motivation für das Lernen gesteigert werden. Ein zentrales Prinzip von SEM ist die Förderung von selbstbestimmtem Lernen. Schülerinnen und Schüler werden ermutigt, ihre eigenen Lernziele zu setzen und ihre Lernprozesse aktiv zu gestalten.

## Umsetzung
Schulen, die das SEM implementieren, integrieren eine Vielzahl von Anreicherungsmaßnahmen in den Unterrichtsalltag. Dazu gehören Projekte, Expertenbesuche, Exkursionen, Praktika, kreative Herausforderungen und andere Aktivitäten, die über den Standardlehrplan hinausgehen. Lehrkräfte und Schulleitungen spielen dabei eine zentrale Rolle bei der Identifikation von Talenten und der Schaffung von anregenden Lernumgebungen.